# 多佛鎮區 (伊利諾伊州比羅縣)
多佛鎮區（英語：Dover Township）是位於美國伊利諾伊州比羅縣的一個行政鎮區。

## 地方資料
根據2010年美國人口普查的數據，多佛鎮區的面積為95.40平方千米，當中陸地面積為95.40平方千米，而水域面積為0.00平方千米。當地共有人口550人，而人口密度為每平方千米5.77人。